# Клинт Демпси
Клинтон Дру Демпси (енгл. Clinton Drew Dempsey; Накодочес, Тексас, 9. март 1983) је бивши амерички фудбалер. У каријери је наступао за Њу Ингланд револушн, Фулам, Тотенхем и Сијетл саундерсе.
Он је први Американац који је постигао хет-трик на једној утакмици енглеске Премијер лиге.
Ожењен је и има троје деце.